# 坛泽站
坛泽站是南宁轨道交通2号线的地铁车站，位于中华人民共和国广西壮族自治区南宁市良庆区良玉大道与那黄大道交叉口，为2号线南端终点站，于2020年11月23日开通。

## 车站结构
坛泽站位于良玉大道与那黄大道交叉口，沿良玉大道设置，呈东西走向，为地下两层岛式站台车站，车站长306.5米，标准段宽19.7米，车站地下一层为站厅层，地下二层为站台层，站台设置全高站台门。车站西侧设有一条单渡线，供列车日常折返使用，东侧设有一组交叉渡线，车站日常仅使用北侧站台。
| 地面                           | 出入口 | A、B、C、D出入口                                                                                                 |
| 地下一层                       | 站厅   | 客服中心、自动售票机、验票机                                                                                     |
| 地下二层                       | 站台   | \| \| \| █ 2号线往西津（平良立交） \| \| 島式 · ↑開右邊车门 ↓開左邊车门 \| \| \| \| \| \| █ 2号线备用落客站台 \| |
|                                |        | █ 2号线往西津（平良立交）                                                                                        |
| 島式 · ↑開右邊车门 ↓開左邊车门 |        | |
|                                |        | █ 2号线备用落客站台                                                                                              |

## 出入口
坛泽站共有4个出入口，各出口及周围设施如下所示：
| 编号                | 出入口信息                                                                       | 照片 | 无障碍设施 |
| ------------------- | -------------------------------------------------------------------------------- | ---- | ---------- |
| A · 出口 · （设有） | 彰泰府，花美路，良玉大道，那黄大道，新平路，轨道云著售楼部                       |      |            |
| B · 出口 · （设有） | 那黄大道，坛兴路，花美路，良玉大道，广西南宁市第三中学（五象校区），万科瑧湾悦   |      |            |
| C · 出口            | 良庆大道，坛泽小学，坛兴，振邦路，那黄大道，南宁恒大御府，万科翡翠中央，北投溪境 |      | 不適用     |
| D · 出口            | 良玉大道，那黄大道，五象澜庭府，五象澜庭府小区，万科翡翠中央珈蓝                 |      | 不適用     |
| 图例： 设有         |                                                                                  |      |            |

## 接驳交通

### 公交车
- 那黄良玉路口：B21路

## 车站历史
本站工程名为坛兴村站，正式站名为坛泽站，以车站所处的坛泽村命名。
- 2019年5月5日，车站主体结构封顶[2]。
- 2020年11月23日，车站随2号线东延线通车开通[1]。